# Глоба Павло Павлович
Глоба Павло Павлович (рос. Глоба Павел Павлович; нар. 16 липня 1953, Москва) — радянський і російський астролог.

## Життєпис
Народився 16 липня 1953 року в Москві. Навчався у Московському історико-архівному інституті.
У 1982—1984 роках працював в Московському міському архіві.
У 1983—1984 роках працював нічним сторожем.
З 1982 року — астролог, керівник «Центру Павла Глоби».
З 1998—2008 роках вів програму «Глобальні новини» на телеканалі ТНТ. У 2011 році передача повернулася на телеканал «Де і хто» під назвою «Глобальний прогноз», проте незабаром знову закрилася. Зараз вона виходить на радіо «Ретро FM». Ректор Астрологічного інституту, почесний президент Авестійської Білоруської республіканської асоціації.

## Прогнози, що мали широкий резонанс
- На початку 2008 року Глоба говорив: «Усі роки Пацюків вважалися спокійними и щасливими — без війн, криз та дефолтів, яким має бути й нинішній, 2008 рік. Президентом США стане Гілларі Клінтон»[3]. Сталося все навпаки: глобальна фінансова криза, російсько-грузинська війна, Клінтон президентом не стала.
- У 2009 році на пресконференції в Москві Павло Глоба заявив, що в 2014 році Україну чекає розпад[4][5].
- У 2008 році прогноз про прихід Володимира Путіна до влади після Дмитра Медведева[6]; небезпечна для Росії «біла дама» Юлія Тимошенко вийде на волю до 2015 року.